# Thomas Sully
Pour les articles homonymes, voir Sully.
Thomas Sully, né le 9 juin 1783 et mort le 5 novembre 1872, est un artiste peintre américain, principalement connu pour ses portraits, comme ceux de John Quincy Adams, le marquis de La Fayette, la reine Victoria ou de Thomas Jefferson. Entre 1801 et sa mort, il produisit 2 631 peintures répertoriées.